# Athlétisme en Belgique
 (janvier 2022).
Si vous disposez d'ouvrages ou d'articles de référence ou si vous connaissez des sites web de qualité traitant du thème abordé ici, merci de compléter l'article en donnant les références utiles à sa vérifiabilité et en les liant à la section « Notes et références ».
L'athlétisme est géré en Belgique par la Ligue royale belge d'athlétisme (Néerlandais: Koninklijke Belgische Atletiekbond) fondée le 1889. 
L'équipe de Belgique d'athlétisme représente la Belgique dans les compétitions internationales, comme les Jeux olympiques, les championnats du monde, les championnats d'Europe ou la Coupe d'Europe, notamment.
Au niveau national, des compétitions individuelles et interclubs existent. Les championnats de Belgique d'athlétisme, Championnats de Belgique interclubs d'athlétisme et Championnats de Belgique d'athlétisme en salle sont les plus importants.

## Palmarès

### Médaillés lors des Jeux olympiques
| Éditions            | Or | Argent                                                       | Bronze                     |
| Paris 1900          | |                                                              |                            |
| Saint-Louis 1904    | |                                                              |                            |
| Londres 1908        | |                                                              |                            |
| Stockholm 1912      | |                                                              |                            |
| Anvers 1920         | |                                                              |                            |
| Paris 1924          | |                                                              |                            |
| Amsterdam 1928      | |                                                              |                            |
| Los Angeles 1932    | |                                                              |                            |
| Londres 1948        | *Gaston Reiff (5 000 m)                                                                               |                                                              | *Etienne Gailly (marathon) |
| Helsinki 1952       | |                                                              |                            |
| Melbourne 1956      | |                                                              |                            |
| Rome 1960           | | *Roger Moens (800 m)                                         |                            |
| Tokyo 1964          | *Gaston Roelants (3 000 m steeple)                                                                    |                                                              |                            |
| Mexico 1968         | |                                                              |                            |
| Munich 1972         | | *Emiel Puttemans (10 000 m haies) * Karel Lismont (marathon) |                            |
| Montréal 1976       | | *Ivo Van Damme (1 500 m) *Ivo Van Damme (800 m)              | *Karel Lismont (marathon)  |
| Moscou 1980         | |                                                              |                            |
| Los Angeles 1984    | |                                                              |                            |
| Séoul 1988          | |                                                              |                            |
| Barcelone 1992      | |                                                              |                            |
| Atlanta 1996        | |                                                              |                            |
| Sidney 2000         | |                                                              |                            |
| Athènes 2004        | |                                                              |                            |
| Pékin 2008          | *Tia Hellebaut (Saut en hauteur) *Olivia Borlée, Hanna Mariën, Élodie Ouédraogo, Kim Gevaert (4x100m) |                                                              |                            |
| Londres 2012        | |                                                              |                            |
| Rio de Janeiro 2016 | * Nafissatou Thiam (Heptathlon)                                                                       |                                                              |                            |
| Tokyo 2020          | Nafissatou Thiam (Heptathlon)                                                                         |                                                              | Bashir Abdi (Marathon)     |

### Médaillés lors des championnats du monde
| Éditions | Or                              | Argent                              | Bronze                                                                                    |
| 1987     |                                 |                                     | William Van Dijck (3 000 m steeple)                                                       |
| 1991     |                                 |                                     |                                                                                           |
| 1995     |                                 |                                     |                                                                                           |
| 1997     |                                 |                                     |                                                                                           |
| 1999     |                                 |                                     | Mohammed Mourhit (5000m)                                                                  |
| 2001     |                                 |                                     |                                                                                           |
| 2003     |                                 |                                     |                                                                                           |
| 2005     |                                 |                                     |                                                                                           |
| 2007     |                                 |                                     | * Olivia Borlée, Hanna Mariën, Élodie Ouédraogo, Kim Gevaert (4x100m)                     |
| 2009     |                                 |                                     |                                                                                           |
| 2011     |                                 |                                     | * Kévin Borlée (400 m)                                                                    |
| 2013     |                                 |                                     |                                                                                           |
| 2015     |                                 | * Philip Milanov (Lancer du disque) |                                                                                           |
| 2017     | * Nafissatou Thiam (Heptathlon) |                                     |                                                                                           |
| 2019     |                                 | Nafissatou Thiam (Heptathlon)       | Kévin Borlée, Dylan Borlée, Jonathan Sacoor, Robin Vanderbemden (4x400m)                  |
| 2022     | Nafissatou Thiam (Heptathlon)   |                                     | Kévin Borlée, Dylan Borlée, Julien Watrin, Alexander Doom (4x400m) Bashir Abdi (Marathon) |

### Médaillés lors des championnats d'Europe
| Éditions | Or | Argent | Bronze                                                                                               |
| 1934     | | | |
| 1938     | | Joseph Mostert (1 500 m)                                                                                            | |
| 1946     | | Hippolyte Braekman (110 m haies)                                                                                    | |
| 1950     | | | Gaston Reiff (1 500 m)                                                                               |
| 1954     | | Lucien De Muynck (800 m)                                                                                            | |
| 1958     | | | |
| 1962     | Gaston Roelants (3 000 m steeple)                                                                                              | Aurèle Vandendriessche (marathon)                                                                                   | |
| 1966     | | Aurèle Vandendriessche (marathon)                                                                                   | |
| 1969     | | Gaston Roelants (marathon)                                                                                          | |
| 1971     | Karel Lismont (marathon) | | |
| 1974     | | | Gaston Roelants (marathon)                                                                           |
| 1978     | | | Karel Lismont (marathon)                                                                             |
| 1982     | | Armand Parmentier (marathon)                                                                                        | Karel Lismont (marathon)                                                                             |
| 1986     | | | |
| 1990     | | | |
| 1994     | | Vincent Rousseau (10 000 m)                                                                                         | William Van Dijck (3 000 m steeple) *Patrick Stevens (200 m)                                         |
| 1998     | | | |
| 2002     | | Kim Gevaert (100 m) *Kim Gevaert (200 m)                                                                            | |
| 2006     | *Tia Hellebaut (Saut en hauteur) *Kim Gevaert (100 m) *Kim Gevaert (200 m)                                                     | | |
| 2010     | *Kévin Borlée (400 m) | *Arnaud Destatte, Kévin Borlée, Cédric Van Branteghem, Jonathan Borlée (4x400m) * Svetlana Bolshakova (Triple saut) | |
| 2012     | * Antoine Gillet, Jonathan Borlée, Jente Bouckaert, Kévin Borlée (4x400m)                                                      | | |
| 2014     | | | *Nafissatou Thiam (Heptathlon)                                                                       |
| 2016     | *Thomas Van der Plaetsen (Décathlon) * Julien Watrin, Jonathan Borlée, Dylan Borlée, Kévin Borlée (4x400m)                     | *Philip Milanov (Lancer du disque)                                                                                  | |
| 2018     | Nafissatou Thiam (Heptathlon) Koen Naert (Marathon) Dylan Borlée, Jonathan Borlée, Kévin Borlée, Jonathan Sacoor (4x400m)      | Bashir Abdi (10000m) Kévin Borlée (400m)                                                                            | Jonathan Borlée (400m)                                                                               |
| 2022     | Nafissatou Thiam (Heptathlon)                                                                                                  | Alexander Doom, Julien Watrin, Kévin Borlée, Dylan Borlée (4x400m)                                                  | |
| 2024     | Nafissatou Thiam (heptathlon) Alexander Doom (400m) Jonathan Sacoor, Robin Vanderbemden, Dylan Borlée, Alexander Doom (4x400m) | Jochem Vermeulen (1500m)                                                                                            | Noor Vidts (Heptathlon) Naomi Van Den Broeck, Imke Vervaet, Cynthia Bolingo, Helena Ponette (4x400m) |